# Phân tích ngược (cờ)
|   | a                                                                                                | b                                                                                                | c                                                                                                | d                                                                                                | e                                                                                                | f                                                                                                | g                                                                                                | h                                                                                                |   |
| 8 | d6 black rook · e5 white king · e3 black king · f3 black queen · g3 black pawn · h3 black bishop | d6 black rook · e5 white king · e3 black king · f3 black queen · g3 black pawn · h3 black bishop | d6 black rook · e5 white king · e3 black king · f3 black queen · g3 black pawn · h3 black bishop | d6 black rook · e5 white king · e3 black king · f3 black queen · g3 black pawn · h3 black bishop | d6 black rook · e5 white king · e3 black king · f3 black queen · g3 black pawn · h3 black bishop | d6 black rook · e5 white king · e3 black king · f3 black queen · g3 black pawn · h3 black bishop | d6 black rook · e5 white king · e3 black king · f3 black queen · g3 black pawn · h3 black bishop | d6 black rook · e5 white king · e3 black king · f3 black queen · g3 black pawn · h3 black bishop | 8 |
| 7 | d6 black rook · e5 white king · e3 black king · f3 black queen · g3 black pawn · h3 black bishop | d6 black rook · e5 white king · e3 black king · f3 black queen · g3 black pawn · h3 black bishop | d6 black rook · e5 white king · e3 black king · f3 black queen · g3 black pawn · h3 black bishop | d6 black rook · e5 white king · e3 black king · f3 black queen · g3 black pawn · h3 black bishop | d6 black rook · e5 white king · e3 black king · f3 black queen · g3 black pawn · h3 black bishop | d6 black rook · e5 white king · e3 black king · f3 black queen · g3 black pawn · h3 black bishop | d6 black rook · e5 white king · e3 black king · f3 black queen · g3 black pawn · h3 black bishop | d6 black rook · e5 white king · e3 black king · f3 black queen · g3 black pawn · h3 black bishop | 7 |
| 6 | d6 black rook · e5 white king · e3 black king · f3 black queen · g3 black pawn · h3 black bishop | d6 black rook · e5 white king · e3 black king · f3 black queen · g3 black pawn · h3 black bishop | d6 black rook · e5 white king · e3 black king · f3 black queen · g3 black pawn · h3 black bishop | d6 black rook · e5 white king · e3 black king · f3 black queen · g3 black pawn · h3 black bishop | d6 black rook · e5 white king · e3 black king · f3 black queen · g3 black pawn · h3 black bishop | d6 black rook · e5 white king · e3 black king · f3 black queen · g3 black pawn · h3 black bishop | d6 black rook · e5 white king · e3 black king · f3 black queen · g3 black pawn · h3 black bishop | d6 black rook · e5 white king · e3 black king · f3 black queen · g3 black pawn · h3 black bishop | 6 |
| 5 | d6 black rook · e5 white king · e3 black king · f3 black queen · g3 black pawn · h3 black bishop | d6 black rook · e5 white king · e3 black king · f3 black queen · g3 black pawn · h3 black bishop | d6 black rook · e5 white king · e3 black king · f3 black queen · g3 black pawn · h3 black bishop | d6 black rook · e5 white king · e3 black king · f3 black queen · g3 black pawn · h3 black bishop | d6 black rook · e5 white king · e3 black king · f3 black queen · g3 black pawn · h3 black bishop | d6 black rook · e5 white king · e3 black king · f3 black queen · g3 black pawn · h3 black bishop | d6 black rook · e5 white king · e3 black king · f3 black queen · g3 black pawn · h3 black bishop | d6 black rook · e5 white king · e3 black king · f3 black queen · g3 black pawn · h3 black bishop | 5 |
| 4 | d6 black rook · e5 white king · e3 black king · f3 black queen · g3 black pawn · h3 black bishop | d6 black rook · e5 white king · e3 black king · f3 black queen · g3 black pawn · h3 black bishop | d6 black rook · e5 white king · e3 black king · f3 black queen · g3 black pawn · h3 black bishop | d6 black rook · e5 white king · e3 black king · f3 black queen · g3 black pawn · h3 black bishop | d6 black rook · e5 white king · e3 black king · f3 black queen · g3 black pawn · h3 black bishop | d6 black rook · e5 white king · e3 black king · f3 black queen · g3 black pawn · h3 black bishop | d6 black rook · e5 white king · e3 black king · f3 black queen · g3 black pawn · h3 black bishop | d6 black rook · e5 white king · e3 black king · f3 black queen · g3 black pawn · h3 black bishop | 4 |
| 3 | d6 black rook · e5 white king · e3 black king · f3 black queen · g3 black pawn · h3 black bishop | d6 black rook · e5 white king · e3 black king · f3 black queen · g3 black pawn · h3 black bishop | d6 black rook · e5 white king · e3 black king · f3 black queen · g3 black pawn · h3 black bishop | d6 black rook · e5 white king · e3 black king · f3 black queen · g3 black pawn · h3 black bishop | d6 black rook · e5 white king · e3 black king · f3 black queen · g3 black pawn · h3 black bishop | d6 black rook · e5 white king · e3 black king · f3 black queen · g3 black pawn · h3 black bishop | d6 black rook · e5 white king · e3 black king · f3 black queen · g3 black pawn · h3 black bishop | d6 black rook · e5 white king · e3 black king · f3 black queen · g3 black pawn · h3 black bishop | 3 |
| 2 | d6 black rook · e5 white king · e3 black king · f3 black queen · g3 black pawn · h3 black bishop | d6 black rook · e5 white king · e3 black king · f3 black queen · g3 black pawn · h3 black bishop | d6 black rook · e5 white king · e3 black king · f3 black queen · g3 black pawn · h3 black bishop | d6 black rook · e5 white king · e3 black king · f3 black queen · g3 black pawn · h3 black bishop | d6 black rook · e5 white king · e3 black king · f3 black queen · g3 black pawn · h3 black bishop | d6 black rook · e5 white king · e3 black king · f3 black queen · g3 black pawn · h3 black bishop | d6 black rook · e5 white king · e3 black king · f3 black queen · g3 black pawn · h3 black bishop | d6 black rook · e5 white king · e3 black king · f3 black queen · g3 black pawn · h3 black bishop | 2 |
| 1 | d6 black rook · e5 white king · e3 black king · f3 black queen · g3 black pawn · h3 black bishop | d6 black rook · e5 white king · e3 black king · f3 black queen · g3 black pawn · h3 black bishop | d6 black rook · e5 white king · e3 black king · f3 black queen · g3 black pawn · h3 black bishop | d6 black rook · e5 white king · e3 black king · f3 black queen · g3 black pawn · h3 black bishop | d6 black rook · e5 white king · e3 black king · f3 black queen · g3 black pawn · h3 black bishop | d6 black rook · e5 white king · e3 black king · f3 black queen · g3 black pawn · h3 black bishop | d6 black rook · e5 white king · e3 black king · f3 black queen · g3 black pawn · h3 black bishop | d6 black rook · e5 white king · e3 black king · f3 black queen · g3 black pawn · h3 black bishop | 1 |
|   | a                                                                                                | b                                                                                                | c                                                                                                | d                                                                                                | e                                                                                                | f                                                                                                | g                                                                                                | h                                                                                                |   |

Phân tích ngược là một kỹ thuật để những người giải quyết các vấn đề cờ xác định lại những nước đi trước đó mà hai bên đã chơi để dẫn đến thế cờ hiện tại. Trong khi kỹ thuật này gần như là không cần thiết để giải quyết các vấn đề thông thường của cờ vua thì nó lại là một tiểu thể loại của các vấn đề về cờ vua, trong đó nó là một phần quan trọng; những vấn đề như thế được biết đến như là đi ngược hay thụt lùi.
Đi ngược có thể đòi hỏi để giải các mẫu cờ thế như chiếu hết sau N nước đi, nhưng mục đích chính (ít nhất là trong các vấn đề ngược hiện đại) là việc giải thích lịch sử của thế cờ. Nó có thể là quan trọng để xác định chẳng hạn như nhập thành là không được phép hay việc bắt Tốt theo nước đi en passant là có thể hay không. Các vấn đề khác có thể đòi hỏi các câu hỏi cụ thể liên quan tới lịch sử của thế cờ chẳng hạn "có phải Tượng ở ô c1 là do Tốt được phong?". Điều này là một vấn đề cốt yếu trong các lập luận lôgic.
Đôi khi nó là cần thiết để xác định xem một thế cờ cụ thể có hợp lệ không, trong đó "hợp lệ" nghĩa là nó có thể đạt được sau một số nước đi phù hợp với luật chơi, không quan trọng là các nước đi đó cao hay thấp cờ. Một nhánh quan trọng khác của các vấn đề phân tích ngược là các vấn đề của kiểm chứng cờ.
Một ví dụ của vấn đề phân tích ngược được chỉ ra trên đây. Người giải cần suy ra nước đi cuối cùng của bên Trắng. Khi mới nhìn sơ qua thì có cảm giác như không có lời giải: trên tất cả các ô mà từ đó vua trắng có thể đã di chuyển thì nó dường như có vẻ bề ngoài là không thể do nó luôn luôn rơi vào các ô bị lưỡng chiếu. Tuy nhiên, nghĩ kỹ hơn người ta có có thể phát hiện ra là nếu vua trắng chuyển từ ô f5 thì nước đi của bên Đen trước đó có thể là tốt ăn f4xg3, bắt quân tốt trắng ở ô g4 do nó có nước đi en passant! Vì thế trước khi có f4xg3, bên trắng đã đi Tốt g2-g4. Nhưng Đen đã di chuyển như thế nào trước nước đó? Vua Trắng ở f5 đã bị chiếu bởi tượng ở ô h3 và Tốt Trắng đã ở ô g2. Khả năng duy nhất là Đen di chuyển Mã g4-e5 để Tượng chiếu. Vì thế nước gần nhất của Trắng là Vua từ f5 đã bắt Mã ở e5. Toàn bộ các nước đi do vậy sẽ là: 1...Ng4-e5+ 2.g2-g4 f4xg3++ 3.Kf5xe5...

## Phân tích ngược một phần
|   | a | b | c | d | e | f | g | h |   |
| 8 | e8 black king · h8 black rook · f6 white bishop · h6 white pawn · d5 white rook · f5 white king · g5 black pawn · h5 white pawn | e8 black king · h8 black rook · f6 white bishop · h6 white pawn · d5 white rook · f5 white king · g5 black pawn · h5 white pawn | e8 black king · h8 black rook · f6 white bishop · h6 white pawn · d5 white rook · f5 white king · g5 black pawn · h5 white pawn | e8 black king · h8 black rook · f6 white bishop · h6 white pawn · d5 white rook · f5 white king · g5 black pawn · h5 white pawn | e8 black king · h8 black rook · f6 white bishop · h6 white pawn · d5 white rook · f5 white king · g5 black pawn · h5 white pawn | e8 black king · h8 black rook · f6 white bishop · h6 white pawn · d5 white rook · f5 white king · g5 black pawn · h5 white pawn | e8 black king · h8 black rook · f6 white bishop · h6 white pawn · d5 white rook · f5 white king · g5 black pawn · h5 white pawn | e8 black king · h8 black rook · f6 white bishop · h6 white pawn · d5 white rook · f5 white king · g5 black pawn · h5 white pawn | 8 |
| 7 | e8 black king · h8 black rook · f6 white bishop · h6 white pawn · d5 white rook · f5 white king · g5 black pawn · h5 white pawn | e8 black king · h8 black rook · f6 white bishop · h6 white pawn · d5 white rook · f5 white king · g5 black pawn · h5 white pawn | e8 black king · h8 black rook · f6 white bishop · h6 white pawn · d5 white rook · f5 white king · g5 black pawn · h5 white pawn | e8 black king · h8 black rook · f6 white bishop · h6 white pawn · d5 white rook · f5 white king · g5 black pawn · h5 white pawn | e8 black king · h8 black rook · f6 white bishop · h6 white pawn · d5 white rook · f5 white king · g5 black pawn · h5 white pawn | e8 black king · h8 black rook · f6 white bishop · h6 white pawn · d5 white rook · f5 white king · g5 black pawn · h5 white pawn | e8 black king · h8 black rook · f6 white bishop · h6 white pawn · d5 white rook · f5 white king · g5 black pawn · h5 white pawn | e8 black king · h8 black rook · f6 white bishop · h6 white pawn · d5 white rook · f5 white king · g5 black pawn · h5 white pawn | 7 |
| 6 | e8 black king · h8 black rook · f6 white bishop · h6 white pawn · d5 white rook · f5 white king · g5 black pawn · h5 white pawn | e8 black king · h8 black rook · f6 white bishop · h6 white pawn · d5 white rook · f5 white king · g5 black pawn · h5 white pawn | e8 black king · h8 black rook · f6 white bishop · h6 white pawn · d5 white rook · f5 white king · g5 black pawn · h5 white pawn | e8 black king · h8 black rook · f6 white bishop · h6 white pawn · d5 white rook · f5 white king · g5 black pawn · h5 white pawn | e8 black king · h8 black rook · f6 white bishop · h6 white pawn · d5 white rook · f5 white king · g5 black pawn · h5 white pawn | e8 black king · h8 black rook · f6 white bishop · h6 white pawn · d5 white rook · f5 white king · g5 black pawn · h5 white pawn | e8 black king · h8 black rook · f6 white bishop · h6 white pawn · d5 white rook · f5 white king · g5 black pawn · h5 white pawn | e8 black king · h8 black rook · f6 white bishop · h6 white pawn · d5 white rook · f5 white king · g5 black pawn · h5 white pawn | 6 |
| 5 | e8 black king · h8 black rook · f6 white bishop · h6 white pawn · d5 white rook · f5 white king · g5 black pawn · h5 white pawn | e8 black king · h8 black rook · f6 white bishop · h6 white pawn · d5 white rook · f5 white king · g5 black pawn · h5 white pawn | e8 black king · h8 black rook · f6 white bishop · h6 white pawn · d5 white rook · f5 white king · g5 black pawn · h5 white pawn | e8 black king · h8 black rook · f6 white bishop · h6 white pawn · d5 white rook · f5 white king · g5 black pawn · h5 white pawn | e8 black king · h8 black rook · f6 white bishop · h6 white pawn · d5 white rook · f5 white king · g5 black pawn · h5 white pawn | e8 black king · h8 black rook · f6 white bishop · h6 white pawn · d5 white rook · f5 white king · g5 black pawn · h5 white pawn | e8 black king · h8 black rook · f6 white bishop · h6 white pawn · d5 white rook · f5 white king · g5 black pawn · h5 white pawn | e8 black king · h8 black rook · f6 white bishop · h6 white pawn · d5 white rook · f5 white king · g5 black pawn · h5 white pawn | 5 |
| 4 | e8 black king · h8 black rook · f6 white bishop · h6 white pawn · d5 white rook · f5 white king · g5 black pawn · h5 white pawn | e8 black king · h8 black rook · f6 white bishop · h6 white pawn · d5 white rook · f5 white king · g5 black pawn · h5 white pawn | e8 black king · h8 black rook · f6 white bishop · h6 white pawn · d5 white rook · f5 white king · g5 black pawn · h5 white pawn | e8 black king · h8 black rook · f6 white bishop · h6 white pawn · d5 white rook · f5 white king · g5 black pawn · h5 white pawn | e8 black king · h8 black rook · f6 white bishop · h6 white pawn · d5 white rook · f5 white king · g5 black pawn · h5 white pawn | e8 black king · h8 black rook · f6 white bishop · h6 white pawn · d5 white rook · f5 white king · g5 black pawn · h5 white pawn | e8 black king · h8 black rook · f6 white bishop · h6 white pawn · d5 white rook · f5 white king · g5 black pawn · h5 white pawn | e8 black king · h8 black rook · f6 white bishop · h6 white pawn · d5 white rook · f5 white king · g5 black pawn · h5 white pawn | 4 |
| 3 | e8 black king · h8 black rook · f6 white bishop · h6 white pawn · d5 white rook · f5 white king · g5 black pawn · h5 white pawn | e8 black king · h8 black rook · f6 white bishop · h6 white pawn · d5 white rook · f5 white king · g5 black pawn · h5 white pawn | e8 black king · h8 black rook · f6 white bishop · h6 white pawn · d5 white rook · f5 white king · g5 black pawn · h5 white pawn | e8 black king · h8 black rook · f6 white bishop · h6 white pawn · d5 white rook · f5 white king · g5 black pawn · h5 white pawn | e8 black king · h8 black rook · f6 white bishop · h6 white pawn · d5 white rook · f5 white king · g5 black pawn · h5 white pawn | e8 black king · h8 black rook · f6 white bishop · h6 white pawn · d5 white rook · f5 white king · g5 black pawn · h5 white pawn | e8 black king · h8 black rook · f6 white bishop · h6 white pawn · d5 white rook · f5 white king · g5 black pawn · h5 white pawn | e8 black king · h8 black rook · f6 white bishop · h6 white pawn · d5 white rook · f5 white king · g5 black pawn · h5 white pawn | 3 |
| 2 | e8 black king · h8 black rook · f6 white bishop · h6 white pawn · d5 white rook · f5 white king · g5 black pawn · h5 white pawn | e8 black king · h8 black rook · f6 white bishop · h6 white pawn · d5 white rook · f5 white king · g5 black pawn · h5 white pawn | e8 black king · h8 black rook · f6 white bishop · h6 white pawn · d5 white rook · f5 white king · g5 black pawn · h5 white pawn | e8 black king · h8 black rook · f6 white bishop · h6 white pawn · d5 white rook · f5 white king · g5 black pawn · h5 white pawn | e8 black king · h8 black rook · f6 white bishop · h6 white pawn · d5 white rook · f5 white king · g5 black pawn · h5 white pawn | e8 black king · h8 black rook · f6 white bishop · h6 white pawn · d5 white rook · f5 white king · g5 black pawn · h5 white pawn | e8 black king · h8 black rook · f6 white bishop · h6 white pawn · d5 white rook · f5 white king · g5 black pawn · h5 white pawn | e8 black king · h8 black rook · f6 white bishop · h6 white pawn · d5 white rook · f5 white king · g5 black pawn · h5 white pawn | 2 |
| 1 | e8 black king · h8 black rook · f6 white bishop · h6 white pawn · d5 white rook · f5 white king · g5 black pawn · h5 white pawn | e8 black king · h8 black rook · f6 white bishop · h6 white pawn · d5 white rook · f5 white king · g5 black pawn · h5 white pawn | e8 black king · h8 black rook · f6 white bishop · h6 white pawn · d5 white rook · f5 white king · g5 black pawn · h5 white pawn | e8 black king · h8 black rook · f6 white bishop · h6 white pawn · d5 white rook · f5 white king · g5 black pawn · h5 white pawn | e8 black king · h8 black rook · f6 white bishop · h6 white pawn · d5 white rook · f5 white king · g5 black pawn · h5 white pawn | e8 black king · h8 black rook · f6 white bishop · h6 white pawn · d5 white rook · f5 white king · g5 black pawn · h5 white pawn | e8 black king · h8 black rook · f6 white bishop · h6 white pawn · d5 white rook · f5 white king · g5 black pawn · h5 white pawn | e8 black king · h8 black rook · f6 white bishop · h6 white pawn · d5 white rook · f5 white king · g5 black pawn · h5 white pawn | 1 |
|   | a | b | c | d | e | f | g | h |   |

Một số vấn đề sử dụng phương pháp gọi là "phân tích ngược một phần". Trong các vấn đề đó, lịch sử của thế cờ không thể xác định với sự chắc chắn, nhưng mỗi khả năng có thể yêu cầu một cách giải riêng. Vấn đề được minh họa ở bên trái của W. Langstaff (từ Chess Amateur (Cờ vua nghiệp dư) năm 1922) là một ví dụ tương đối dơn giản; nó yêu cầu chiếu hết sau 2 nước. Không thể xác định là Đen đã đi nước cuối cùng như thế nào, nhưng nó là rõ ràng là người này hoặc là đi quân vua, hoặc đi quân xe hay đi Tốt g7-g5 (g6-g5 là không thể, vì khi đó nó đang chiếu Vua Trắng). Vì thế, có hai phương án:
1. hoặc là Đen không thể nhập thành
2. hoặc Trắng có thể bắt Tốt g5 và sẽ nằm tại g6 (nước đi en passant) và Đen vẫn còn quyền nhập thành.

Do không thể xác định nước đi cuối cùng của Đen là nước nào, nên các lời giải cho hai phương án sẽ là:
1.Ke6 và 2.Rd8# (nếu Đen đã di chuyển Vua hay Xe)
1.hxg6 e.p. (đe dọa: 2.Rd8#) 1...0-0 2.h7# (nếu Đen đã đi g7-g5)